# Ботанический сад Лиссабона
Ботанический сад Лиссабона расположен в Сан-Антонио, Лиссабон, Португалия. В 2010 году был включён в Перечень Национальных памятников Португалии.
Строительство началось в 1873 году под руководством Франсиско Мануэля де Мело Брайнера и Жоао де Андраде Корво. В организации сада принимал участие Эдмонд Гёзе, немецкий ландшафтный садовник. Он сосредоточил свою работу в верхней части сада, где были посажены некоторые виды двудольных и голосеменных. Его преемник французский ботаник Жюль Александр Даво работал в нижней части сада. Открытие Ботанического сада Лиссабона произошло в 1878 году. В настоящее время здесь собраны редкие виды из Новой Зеландии, Австралии, Японии, Китая и Южной Америки.
Недавно выдвинутый проект «Ботанический сад в Лиссабоне: защита, оценка и продвижение» (порт. «Jardim Botânico de Lisboa: Proteger, Valorizar e Promover»), победил в голосовании 2013 года и теперь финансируется правительством Португалии предполагаете работы над восстановлением сада.

## Галерея

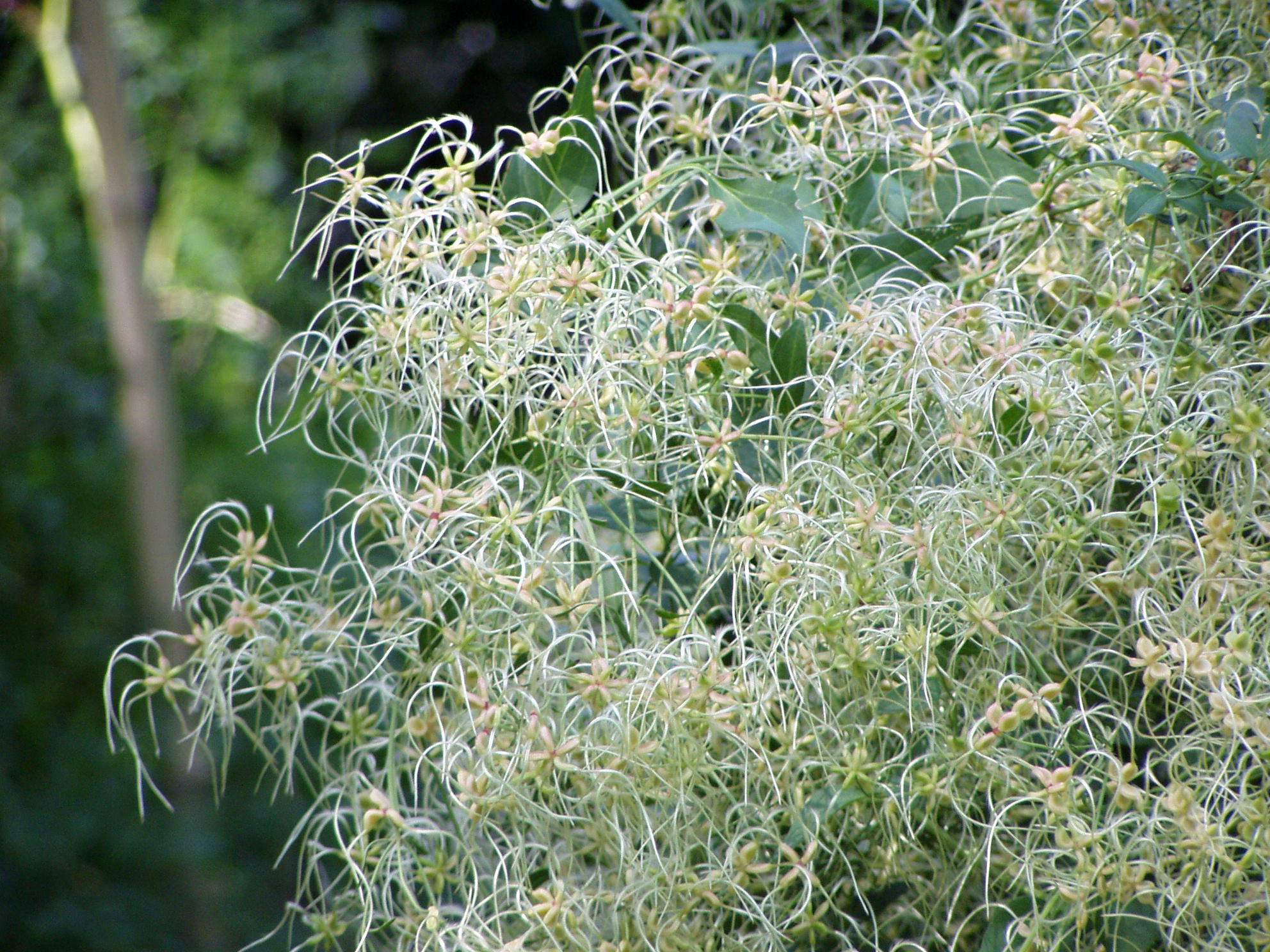
Clematis flammula.
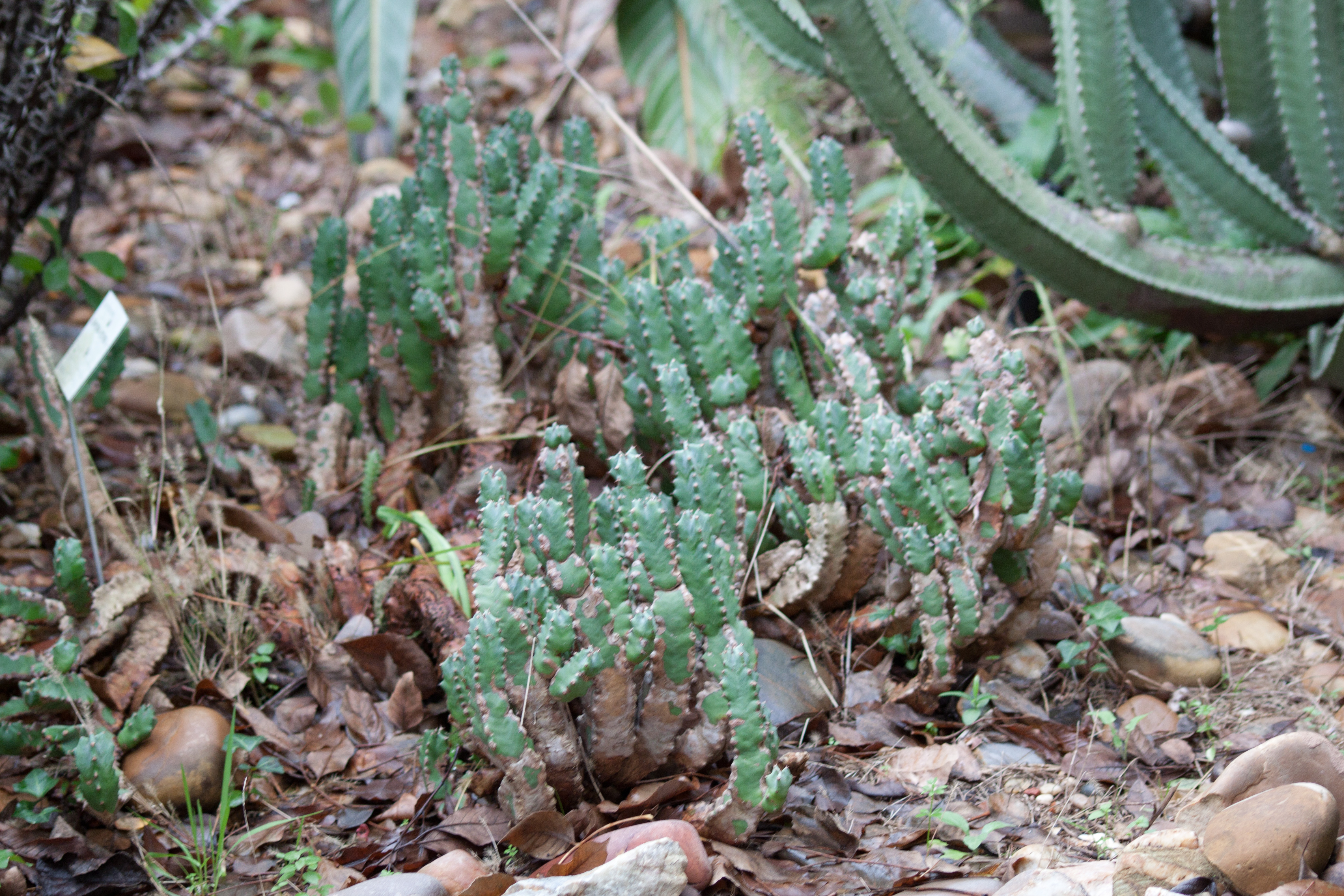
Euphorbia resinifera
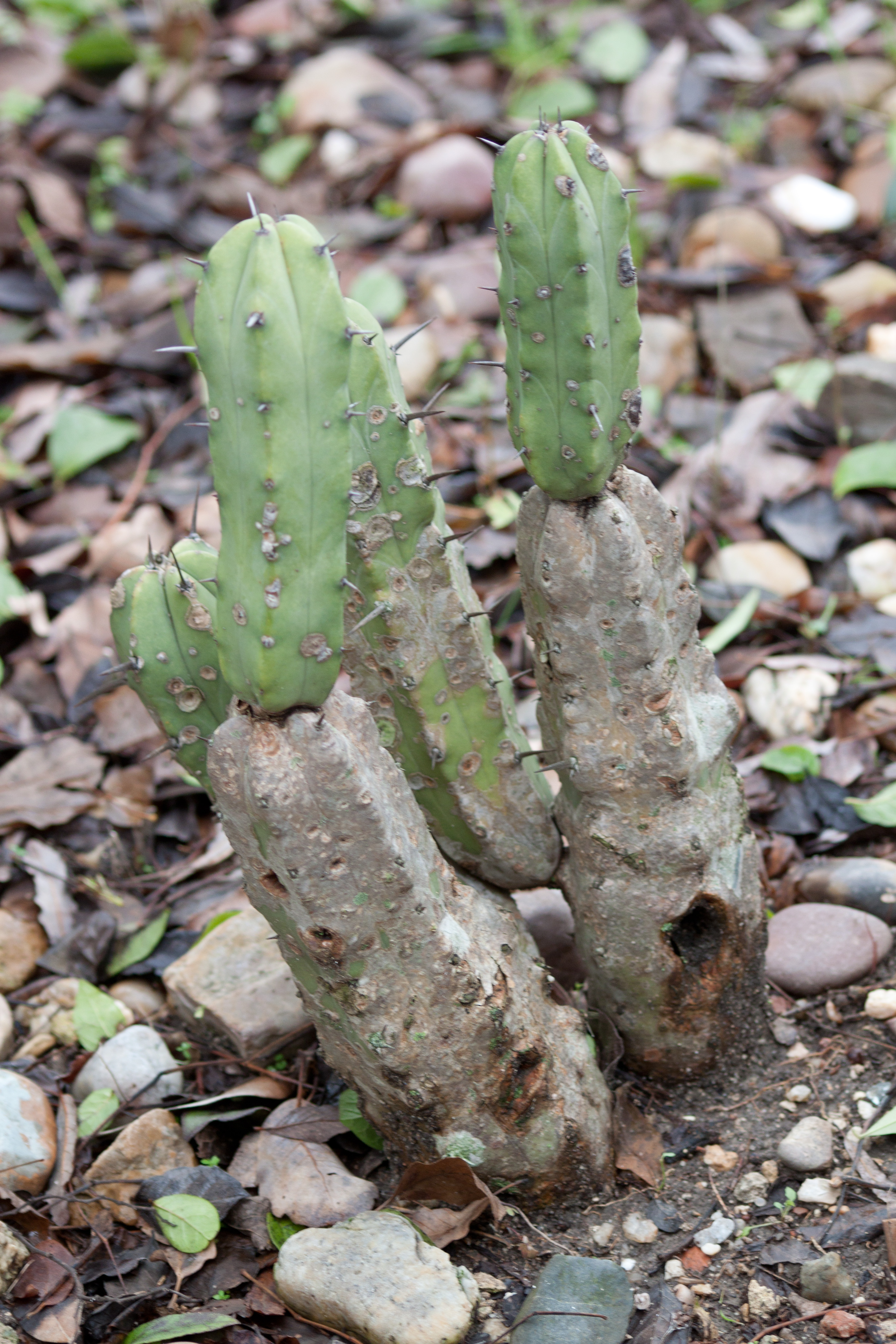
Myrtillocactus geometrizans
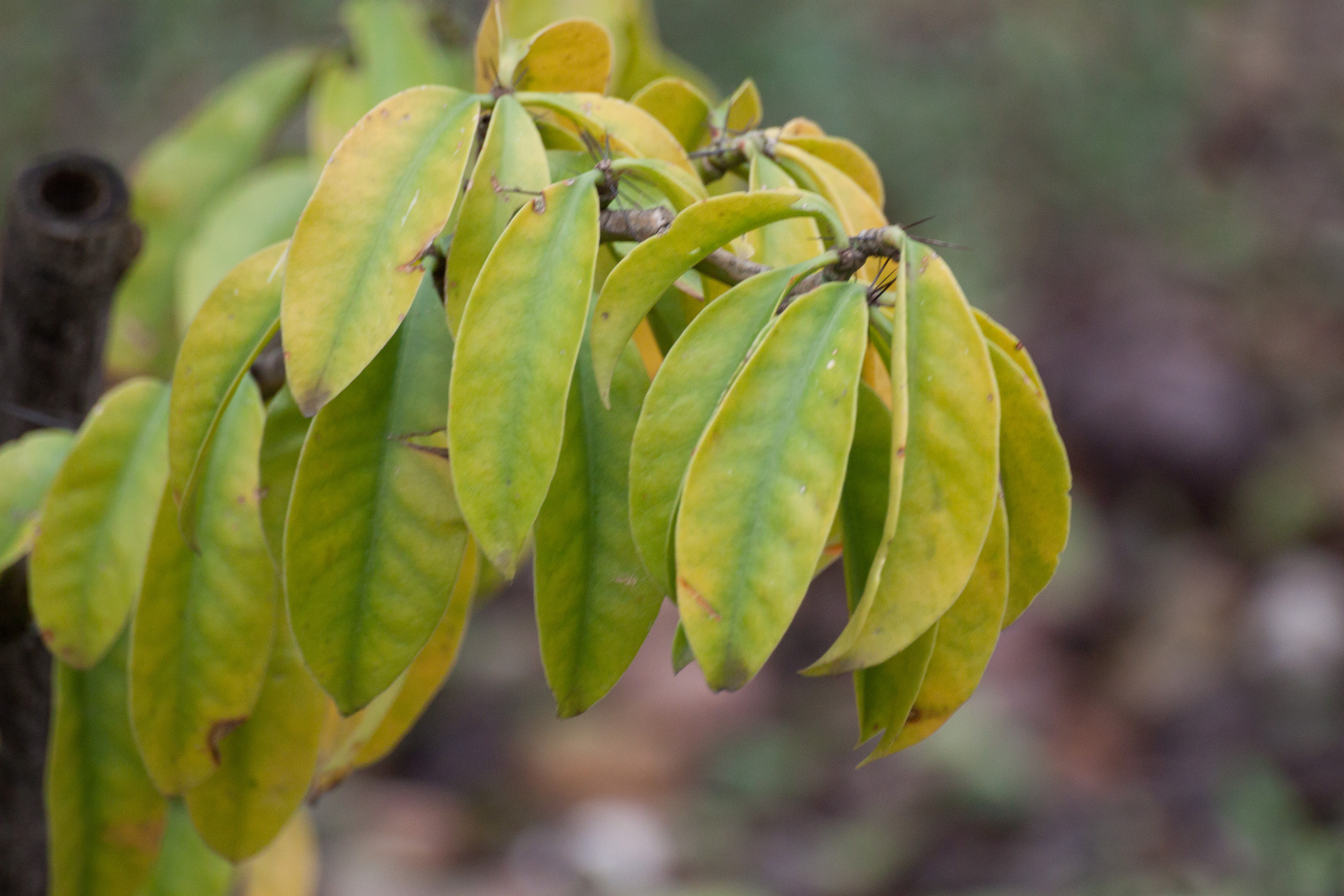
Pereskia grandifolia
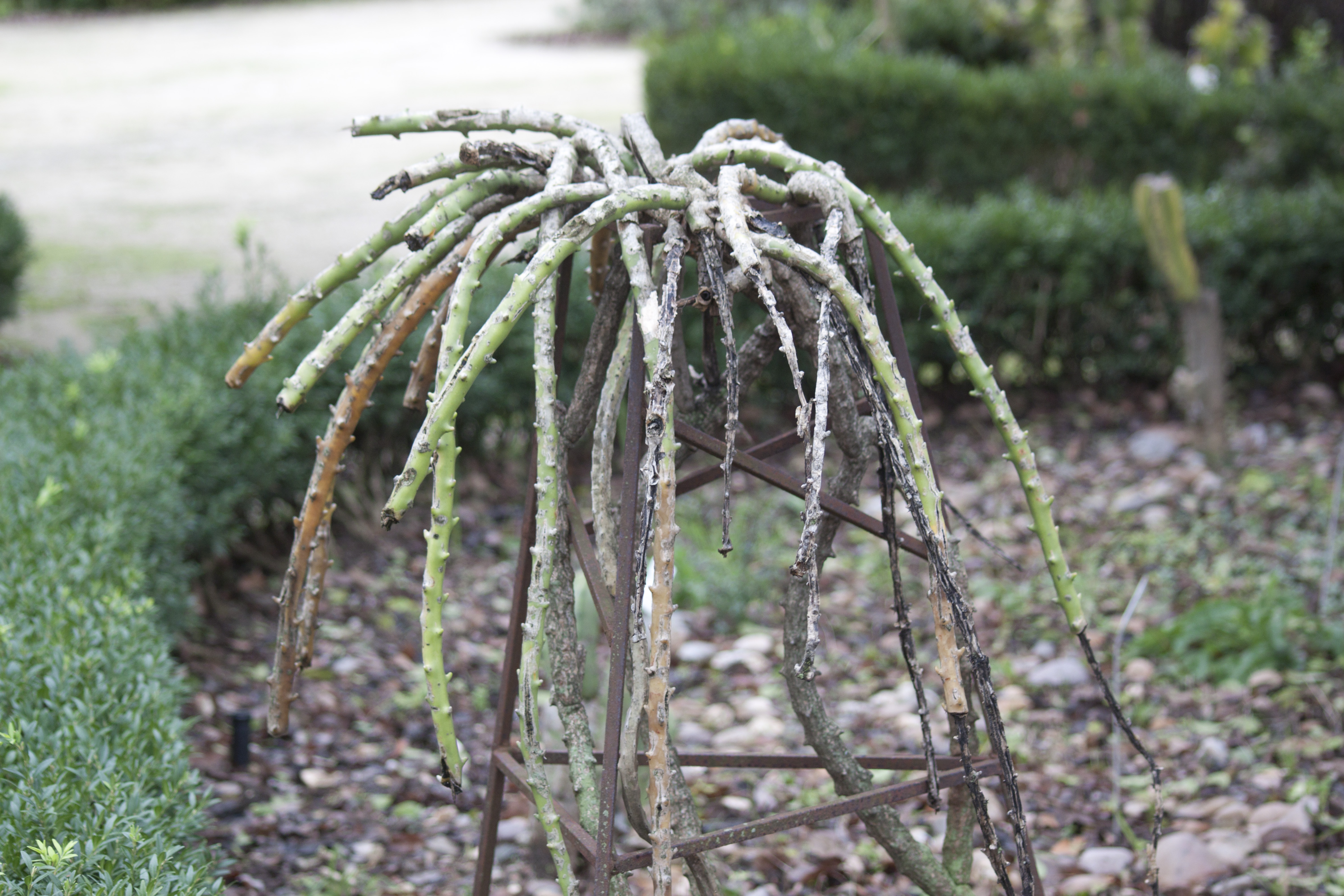
Selenicereus hamatus